# Royal Ocean Racing Club

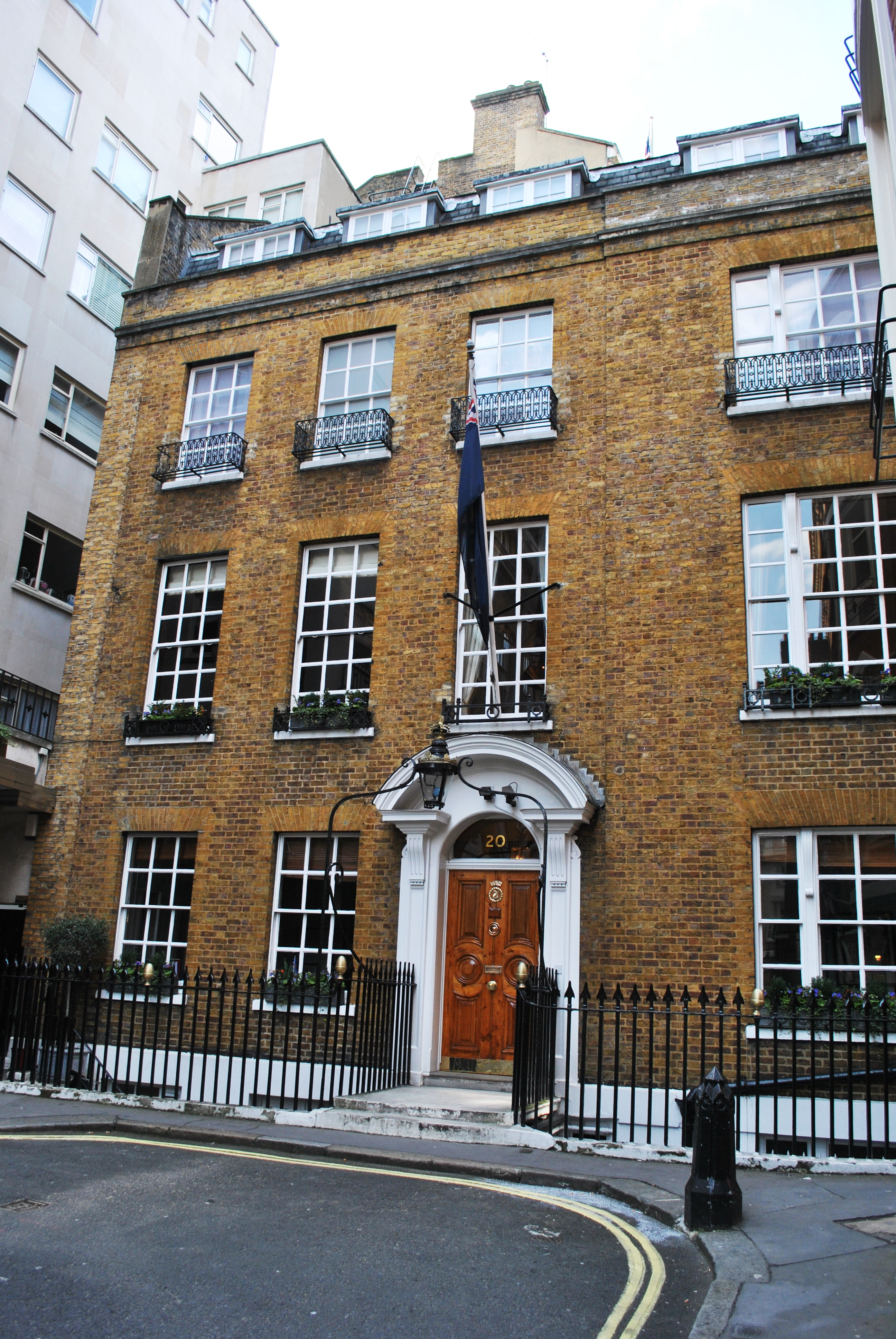
Hauptsitz des RORC, 20 St. James’s Place, London

Der Royal Ocean Racing Club (RORC) ist ein englischer Segelclub und Ausrichter zahlreicher Offshore-Regatten, wie dem Fastnet-Rennen oder dem Middle Sea Race.
Der Club wurde 1925 gegründet. Das Royal fehlte seinerzeit noch im Namen, der Antrag dafür wurde 1929 vom britischen Home Office abgelehnt. 
Der Hauptsitz ist 20 St. James’s Place in der Nähe des Green Park im Herzen Londons. Ein weiteres Clubhaus, das Disrespect, steht in Cowes auf der Isle of Wight.

## Royale Schirmherrschaft
König George V. war aktiver und begeisterter Segler, und so erhielt der Club am 5. November 1931 den Status eines Royalen Yacht-Clubs und der König übernahm die erste Schirmherrschaft.
Der aktuelle royale Schirmherr ist König Charles III.

## Ziele des RORC
- Förderung von Hochsee-, Langstrecken- und anderen Formen von Yachtrennen und Segelsport, einschließlich der Vergabe von Preisen, die von Zeit zu Zeit vom Komitee festgelegt werden können.[4]
- Studium und Förderung des Entwurfs, des Baus, der Navigation und des Segelns von Segelschiffen, bei denen Geschwindigkeit und Seetüchtigkeit auf jede erdenkliche Weise kombiniert werden, einschließlich wissenschaftlicher Forschung und praktischer Demonstration.
- Förderung und Unterstützung des Studiums und der Praxis von Navigation und Seemannschaft.
- Bereitstellung und Instandhaltung von Clubhauseinrichtungen für die Nutzung durch Clubmitglieder.

## RORC als Regattaveranstalter
- Der RORC ist Ausrichter des Fastnet-Rennen und des Middle Sea Race.
- Der RORC war Ausrichter des Admiral’s Cup, der von 1957 bis 2003 in jedem ungeraden Jahr ausgetragen wurde.[1] Der Admiral’s Cup war einer der bedeutendsten Segelwettbewerbe für Hochseeyachten, er galt als inoffizielle Weltmeisterschaft im Hochseesegeln.
- Brewin Dolphin Commodores’ Cup (kurz: Commodores’ Cup) seit 1992 in den Gewässern des Solent, des Ärmelkanals und der Isle of Wight[5]
- RORC Transatlantic Race[6]
- RORC Caribbean 600 Race[7]
- Sevenstar Round Britain and Ireland Race[8]
- Neben einer kompletten Regatta-Saison im Inland, transatlantischen Rennen und Rennen in der Karibik veranstaltet der Club auch Rennen, die in Kooperation mit dem RORC durchgeführt werden. Derzeit (2023) sind dies:[4]
  - Rolex China Sea Race
  - Dubia-Muscat Race
  - East Coast Race
  - Rolex Middle Sea Race
  - Dun Laoghaire to Dingle Race
  - La Trinite – Cowes Race
  - Hong Kong – Vietnam Race
  - Raja Muda (Selangor International Regatta)

Der RORC ist eng verbunden mit dem Seahorse Magazine und dem RORC Rating Office.